# Вознесенка Перша
Вознесе́нка Пе́рша — село Павлівської сільської громади Болградського району Одеської області, Україна. Населення становить 1044 осіб.

## Історія
Село Вознесенка утворилося переселенцями Курської губернії Обоянського повіту з села Верхопеньє в 1824 році за указом імператриці Катерини II в кількості 40 сімей та 179 душ обох статей.
До 1915 село Вознесенка входило до складу Тарутинського району. У 1951 році село увійшло до складу Арцизького району. У цьому ж році вознесенці святкували велика подія — школа зробила перший випуск семикласників. У 1961 році почалося будівництво дитячого садка, дільничної лікарні.
4 січня 1963 року с. Вознесенка Тарутинського (колишнього Арцизького) р-ну перейменоване на село Вознесенка Перша.
1 вересня 1972 вселилось в будівлю основного корпусу середньої школи 368 дітей, а в 1974 поріг школи залишили перші десятикласники.

## Сьогодення
У 1991 році почалося будівництво храму на честь Святого Архангела Михаїла.
Сьогодні на території сільської ради знаходяться 36 СФГ, навчально-виховний комплекс (школа — сад), сільська бібліотека, відділення зв'язку, ФАП, сільський клуб, сільський стадіон.
Станом на 1 січня 2011 року в селі Вознесенка 350 дворів, 864 жителя, з них чоловіків — 427, жінок — 437. Відстань до районного центру 18 кілометрів.
12 червня 2020 року, відповідно до Розпорядження Кабінету Міністрів України від № 724-р «Про визначення адміністративних центрів та затвердження територій територіальних громад Одеської області», увійшло до складу Павлівської сільської територіальної громади.
19 липня 2020 року, в результаті адміністративно-територіальної реформи і ліквідації Арцизького району, село увійшло до складу новоутвореного Болградського району.

## Населення
Згідно з переписом 1989 року населення села становило 1149 осіб, з яких 529 чоловіків та 620 жінок.
За переписом населення 2001 року в селі мешкали 1004 особи.

### Мова
Розподіл населення за рідною мовою за даними перепису 2001 року:
| Мова       | Відсоток |
| ---------- | -------- |
| російська  | 88,98 %  |
| українська | 5,75 %   |
| болгарська | 2,68 %   |
| молдовська | 1,92 %   |
| гагаузька  | 0,19 %   |
| угорська   | 0,1 %    |

## Символіка

### Герб
Крила і полум'яніючий меч символізують Архангела Михаїла, який є покровителем села та місцевого храму. П'ятипроменева зірка-символ охорони, безпеки, один з найдавніших знаків (символів) людства. Вона також символізує героїчне минуле жителів села полеглих в війнах і локальних конфліктах, на честь яких (загиблих героїв) названі вулиці села. Три зірки символізують три села Вознесенка, Вишняки, Новомирне, які підпорядковані одній сільській раді.